# Okie Dokie
Das Okie Dokie (Eigenschreibweise auch okiedokie und okieDokie) ist ein Konzert- und Musik-Club in Neuss.

## Geschichte

### 1970er-Jahre: Rock, Folk, Jazz
Als Mike Otto das Okie Dokie in den 1970er-Jahren eröffnete, wurde aus der vormaligen Kneipe Zur Stadtgrenze eine Musikkneipe, in der Rock- und Folkmusikgruppen und Liedermacher wie Hans Keller mit Band auftraten. Ein geplantes Konzert der Krautrocker Kraan fiel 1976 aus. Im Dezember 1979 trat die Erste Allgemeine Verunsicherung mit ihrer Weihnachtsshow im Okie Dokie auf.

### 1979–1987: Punk und New Wave
Nachdem die Betreiber des Ratinger Hofs in Düsseldorf Ende März 1979 gewechselt hatten, wurde das Okie Dokie eine immer wichtigere Konzertbühne für aufkommende deutsche Punkbands wie ZK, die hier am 21. November 1981 ihr letztes Konzert gaben, Die Toten Hosen, Mittagspause, die hier am 31. Dezember 1979 ebenfalls ihr letztes Konzert gaben, Fehlfarben,Family 5, Male, Fred Banana Combo, Stunde-X, Palais Schaumburg oder Einstürzende Neubauten. Franz Bielmeier feierte zur Eröffnung seines Rondo-Labels im Dezember 1979 ein Rondo-Silvester im Okie Dokie mit Aqua Velva, Male, ZK und Mittagspause. Das Okie Dokie gilt als „der Ursprungsort der [Toten] Hosen.“ Ein Gastautor schreibt im Rolling Stone, das Okie Dokie blicke „auf eine glorreiche Punk- und Konzert-Vergangenheit zurück.“ Internationale Acts wie Bauhaus, The Jesus and Mary Chain,Modern English, Scritti Politti, UK Decay, Poison Girls, Christian Death oder Killing Joke traten hier ebenfalls auf. Das Düsseldorfer Plattenlabel Pure Freude lud zwischen 1980 und 1985 neue deutsche Bands und auch Punk- und New-Wave-Gruppen aus England und den USA zu Konzerten ins Okie Dokie ein. Dazu gehörte auch Belfegore, die ab 1983 dreimal im Okie Dokie auftraten und zu deren Auftritten auch Conny Plank kam. Gelegentlich kam es zu Auseinandersetzungen zwischen den aus weiten Teilen der Bundesrepublik angereisten Fans und der Polizei, wie z. B. beim Konzert von Crass am 26. März 1980. Bei Konzerten von Berliner Politik-Punk-Bands (Katapult, Auswurf) kam es zu Konflikten mit Motorradclubs.
Auch Festivals fanden im Okie Dokie statt, z. B. im Mai 1979 das Sauhatz-Festival mit S.Y.P.H., ZK, Mittagspause, Der Plan und anderen, oder das Schmier-Festival im Mai 1980 unter anderem mit ZK, Clox, Östro 430, EA80 und KFC. Am 27. Oktober 1984 fand im Okie Dokie ein Festival zur Vorstellung des Samplers Pesthauch des Dschungels unter Beteiligung von Family 5, Die Mimmis, Freunde der Nacht, Asmodi Bizarr, Chim Chim Cheree und EA 80 statt. Kurz vor der Schließung fand am 24. Oktober 1987 im Okie Dokie das erste deutsche Ska-Festival (mit The Blue Beat, Skaos und The Braces) statt. Im Mai 1986 traten die Toten Hosen zusammen mit Rocko Schamoni und den Goldenen Zitronen im Okie Dokie auf, dann nochmals am 20. November 1987, kurz bevor das Okie Dokie geschlossen und abgerissen wurde.

### Bis heute: Internationaler und deutscher Rock, neues Okie Dokie
Im Okie Dokie fanden nicht ausschließlich Punk- oder New-Wave-Konzerte statt. Reggae, Jazz sowie internationale und deutsche Rockbands fanden hier ebenfalls ihr Publikum. So trat im Sommer 1979 und im März 1980 die Food Band mit Wolf Maahn und Helmut Zerlett im Okie Dokie auf. Anfang 1983 spielten Dunkelziffer aus der Kölner Stollwerck-Szene mit Sänger Damo Suzuki im Okie Dokie.
Seit den 2000er-Jahren existiert das Okie Dokie wieder als Konzertkneipe. Unter anderem spielen dort die Dennis Hormes Bluesband und regelmäßig Vdelli. Die Mimmi’s spielten sowohl im „alten“ als auch im „neuen“ Okie Dokie.
Im November 2021 übernahm schließlich Farshad Anvari das Okie Dokie im Neusser Hafen, das nach aufwendigen Sanierungs- und Renovierungsmaßnahmen im Juni 2023 wieder eröffnet wurde.

## Bedeutung
Salvio Incorvaia schreibt in Der klassische Punk – Eine Oral History, das Okie Dokie sei zusammen mit anderen Faktoren, Personen und Lokalen Ende der 1970er-, Anfang der 1980er-Jahre entscheidend an der Entwicklung der frühen Punkszene im Düsseldorfer Umfeld beteiligt gewesen. Im Herbst 1979 habe das Okie Dokie die Funktion eines „für die Szene impulsgebenden Konzertortes“ übernommen. Das Okie Dokie habe mit seinem vielseitigen Konzert- und Festivalangebot eine breite Akzeptanz unter Bands und Besuchern gehabt. Es wurde zum Austragungsort der Konzertinitiative Pop-Club des Punkaktivisten Jürgen Krause, die dort alle 14 Tage ihre Konzerte organisierten und dabei auch Bands aus anderen Städten nach Neuss holten. Das Okie Dokie wurde gemeinsam mit dem Neusser Plattenladen und Label Schallmauer ein Forum zur überregionalen Vernetzung der Punkszene. Bis zu seiner Schließung 1987 sei das Okie Dokie trotz der sich vermehrenden Konzertangebote im Bereich Punk, Post-Punk und New Wave ein beliebter und anerkannter Musikclub geblieben.